# 毒婦高橋お伝 (映画)
『毒婦高橋お伝』（どくふたかはしおでん）は、1958年（昭和33年）公開の日本映画である。中川信夫監督、新東宝製作・配給、白黒映画、8巻 / 2,026メートル（1時間14分）。

## 概要
1879年（明治12年）に刑死した高橋お伝の生涯を映画化した作品である。高橋お伝ものとしては6回目の映画化となる。
過去の映画化作品と同じく仮名垣魯文の『高橋阿伝夜叉譚』を底本としているが、本作では男を騙して毒殺する毒婦や日本刑罰史上最後の斬首刑に処せられた女性死刑囚といった猟奇性は薄められ、あるいは削除されて、明治初期の厳しい世相の中を、一人の女性が愛し守るべきもののために悪に手を染めていく悲劇を描いたものとなっている。
スリを働いたお伝が明治の街並みの中を逃げ人力車に乗りこむまでのファースト・シーンなどは新東宝撮影所にオープンセットを建てて撮影された。早撮りで映画を量産する当時の状況下では、どうしてもセットが貧弱になってしまう弱点を隠すために、監督の中川とスタッフは、クレーンを用いたワンシーン・ワンカットや、あばら家の天窓から家の中の人物によるドラマを撮影するなど、奇抜な映像を作り上げた。
公開当時の雑誌広告におけるキャッチコピーは『男殺しの妖しい色香! 刺青の肌に秘めた奇しき女ごころ!』。

## あらすじ
明治初年。堕落した士族の古賀陣十郎と縁を切った高橋お伝は、女スリや万引きなど悪の道に身を落としていく。貴金属商の舶来堂で傘の柄を巧みに使ってダイヤモンドの指輪を盗んで逃げたお伝だが、警邏の並河和馬に発見されてしまう。その場はうまく逃げおおせるが、彼女の悪党としての腕前を見込んだ舶来堂主人の大沢伊兵衛は、裏の稼業である人身売買というより大きな悪の道にお伝を引きずりこむ。
お伝は病弱の夫浪之助を助けるために悪事を働いていたのだが、猜疑心の強い浪之助はお伝が自分に愛想をつかし他所に男を作っていると彼女を罵る。お伝の色香に狂った舶来堂番頭の市三に浪之助が殺され、陣十郎に預けていた娘のミツ子は陣十郎に虐待を受けつづけ病気で死んでしまう。愛すべきものをすべて失ったお伝は、背中に刺青を施し、和馬を誑かして破滅させ市三と伊兵衛を殺すという、より深い悪の道に転がり落ちていくのだった。

## スタッフ
- 監督： 中川信夫
- 製作： 大蔵貢
- 企画： 津田勝二
- 原案： 澤賢介
- 脚本： 仲津勝義、中沢信
- 撮影： 河崎喜久三
- 美術： 黒澤治安
- 照明： 折茂重男
- 録音： 沼田春雄
- 音楽： 渡辺宙明
- 編集： 鹿島秀男
- 助監督： 石川義寛

## キャスト
- 高橋お伝： 若杉嘉津子
- 並河和馬警邏： 明智十三郎
- 高橋浪之助： 松本朝夫
- 大沢伊兵衛： 丹波哲郎
- 古賀陣十郎： 中村彰
- ミツ子： 大関啓子
- 倉田梢： 山田美奈子
- 倉田格之助警邏部長： 舟橋元
- 長虫の市三： 芝田新
- おかん婆： 宮田文子
- 村井刑事： 明日香実
- 張： 国方伝